# Automolis longipalpus
Automolis longipalpus là một loài bướm đêm thuộc phân họ Arctiinae, họ Erebidae.